# Штрассер, Генрих
Ге́нрих Штра́ссер (нем. Heinrich Strasser, род. 26 октября 1948, Вена) — австрийский футболист, игравший на позиции защитника. По завершении игровой карьеры — футбольный тренер.
Большую часть карьеры провёл в клубе «Адмира Ваккер Мёдлинг». Участник чемпионата мира 1978 года в составе национальной сборной Австрии.

## Клубная карьера
В сезоне 1966/1967 дебютировал в профессиональном футболе в Бундеслиге за клуб «Ваккер», однако в том же году его команда покинула элитный дивизион. В 1968 году перешёл в клуб «Адмира/Ваккер», в котором провёл одиннадцать сезонов, приняв участие в 333 матчах чемпионата. Штрассер был игроком стартового состава своей команды и считался одним из самых надёжных защитников страны, получив награду лучшему защитнику в сезонах 1973/1974 и 1974/1975. В сезоне 1972/1973 «Адмира» квалифицировалась на Кубок УЕФА, в котором сумела пройти миланский «Интер» в первом раунде. В сезоне 1978/1979 вышел в финал Кубка Австрии, однако сильнее по итогам двух матчей оказался «Ваккер» из Инсбрука.
В 1979 году присоединился к клубу Второй лиги Австрии «Фёрст», защищал его цвета до завершения карьеры на профессиональном уровне в 1985 году. В сезоне 1982/1983 выступал на правах аренды за клуб Бундеслиги «Зиммеринг», по итогам сезона не сумевший сохранить место в элитном дивизионе. В сезоне 1983/1984 сумел заработать повышение в классе с «Фёрстом» и отыграл ещё сезон в профессиональном футболе. После футбола Штрассер посвятил себя профессии банковского клерка.

## Карьера в сборной
23 апреля 1969 года дебютировал в официальных матчах в составе национальной сборной Австрии в матче против Израиля (1:1). В течение карьеры в национальной команде, длившейся 11 лет, провёл в форме главной команды страны 26 матчей, в основном соревнуясь за место в стартовом составе с Герхардом Брайтенбергером.
В составе сборной был участником чемпионата мира 1978 года в Аргентине, где принял участие в двух матчах второго группового этапа: против Австрии (0:1) и в легендарном матче против действующих чемпионов мира, сборной ФРГ (3:2).

## Тренерская карьера
Начал тренерскую карьеру, вернувшись в футбол после продолжительного перерыва в 2000 году и став ассистентом главного тренера «Адмиры Ваккер» и проработав там до 2000 года. В 2009 году вошёл в тренерский штаб Ханса Кранкля в клубе ЛАСК. С 17 сентября 2012 по 2013 год возглавлял любительский клуб «Перхтольдсдорф».